# Liste der Kardinalskreierungen Innozenz’ XIII.

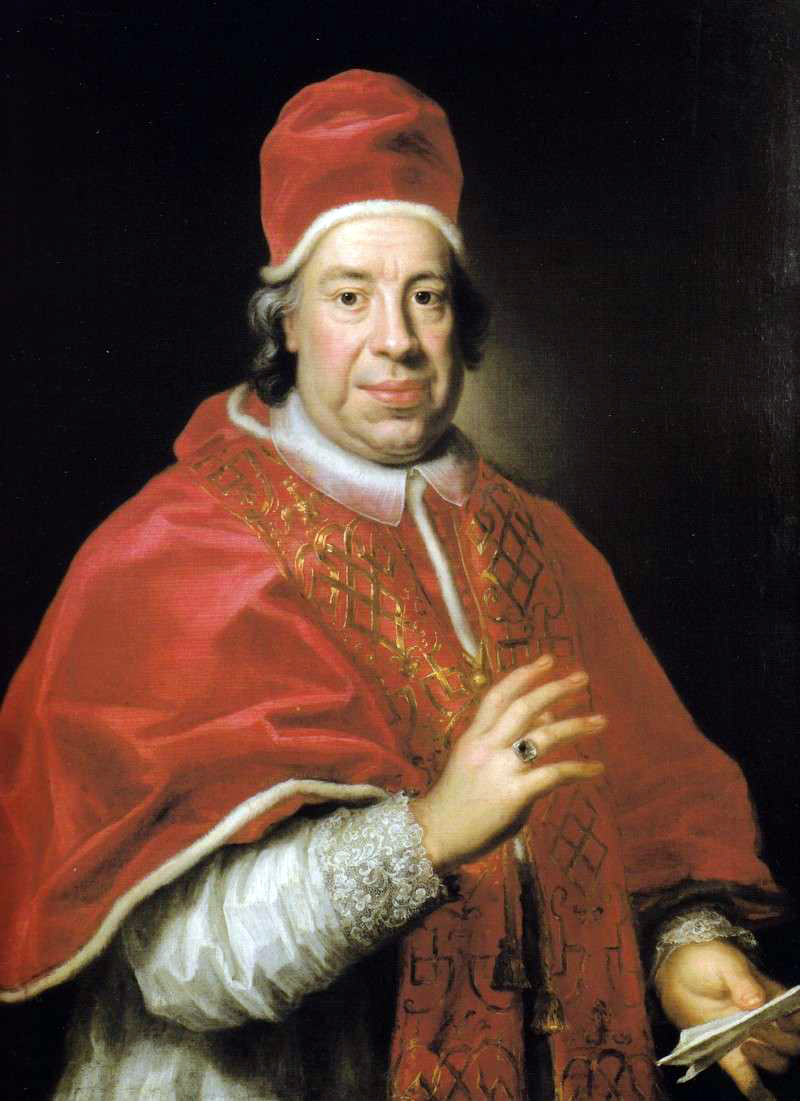
Innozenz XIII.

Im Verlauf seines kurzen Pontifikates kreierte Papst Innozenz XIII. lediglich drei Kardinäle in zwei Konsistorien.

## 16. Juni 1721
- Bernardo Maria Conti OSB

## 16. Juli 1721
- Guillaume Dubois
- Alessandro Albani